# Krönkenhagen
Krönkenhagen ist ein Ortsteil der Gemeinde Barnekow im Landkreis Nordwestmecklenburg in Mecklenburg-Vorpommern. Am 21. Juli 1859 war Krönkenhagen an der Cholera-Epidemie des Großherzogtums Mecklenburg-Schwerin beteiligt.

## Geografie und Verkehrsanbindung
Krönkenhagen liegt südwestlich des Kernortes Barnekow. Die Landesstraße L 012 verläuft nördlich und die A 20 östlich. Südöstlich vom Ort hat die Köppernitz ihre Quelle.